# Route 610 (Nouveau-Brunswick)
Pour les articles homonymes, voir Route 610.
La route 610 est une route locale du Nouveau-Brunswick d'orientation nord-sud située dans l'ouest de la province, à l'est de Nackawic. Elle traverse u e région principalement vallonneuse et agricole. De plus, elle est pavée sur toute sa longueur, et mesure 13 kilomètres.

## Tracé
La 610 débute tout juste à l'est d'Upper Queensbury, sur la route 105, 5 kilomètres à l'est de Nackawic. Elle se dirige ensuite vers le nord pendant 13 kilomètres, traversant Upper Caverhill et ne croisant que la route 615, puis elle se termine à Upper Hainesville, sur la route 104, au sud-est de Millville. 

## Intersections principales
| route 610    |                   |    |                                                  |                          |
| Comté        | Location          | km | Intersection/Destinations                        | Notes                    |
| Comté d'York | Upper Queensbury  | 0  | R-105, Nackawic, Mactaquac, Fredericton          | extrémité sud de la 610  |
| Comté d'York | Upper Caverhill   | 8  | R-615 est, Springfield, Mactaquac                |                          |
| Comté d'York | Upper Hainesville | 13 | R-104, Keswick, Fredericton, Millville, Hartland | extrémité nord de la 610 |